# Album - Generic Flipper
Album – Generic Flipper es el álbum debut de la banda oriunda de San Francisco Flipper. En noviembre de 2007, la revista Blender lo puso en el puesto número #86 en su lista de los mejores 100 álbumes de indie rock de todos los tiempos. Es considerado un álbum innovador, por ser el primero en el cual se toca sludge con la pesadez de los principios de Black Sabbath pero también es considerado un álbum de punk rock.
Generic Flipper fue editado en CD por primera vez por American Recordings (anteriormente Def American) en 1992 y luego eliminado.  En 2008, los derechos volvieron a Flipper, y el álbum fue reeditado el 9 de diciembre de 2008 por Water Records. El exbajista de la banda Nirvana Krist Novoselic, quien ingresó a la banda en 2006, contribuyó algunas líneas del libreto de la nueva reedición.

## Lista de canciones

### Lado uno
1. "Ever" (Loose)  – 2:56
2. "Life Is Cheap" (Loose)  – 3:55
3. "Shed No Tears" (Shatter)  – 4:26
4. "(I Saw You) Shine" (Shatter)  – 8:31

### Lado dos
1. "Way of the World" (Shatter)  – 4:23
2. "Life" (Shatter)  – 4:44
3. "Nothing" (Loose)  – 2:18
4. "Living for the Depression" (Ant/Loose)  – 1:23
5. "Sex Bomb" (Shatter)  – 7:48

## Personal
- Will Shatter – bajo en (1, 2, 5, 7, 8), voz en (3, 4, 6, 9), coros en (8)
- Bruce Loose – bajo en (3, 4, 6, 9), voz en (1, 2, 5, 7, 8), coros en (6), efectos especiales y bajo realimentado (7)
- Ted Falconi – guitarras
- Steve DePace – batería, tambor en (4, 9), tímpano y percusión extra en (7)
- Flipper – aplausos (1), percusión en (7)

## Personal adicional
- Bobby – saxofón en (9)
- Ward – saxofón en (9)
- Curtis – percusión en (7)
- Die Ant – percusión en (7)
- Johnnie – percusión en (7)
- "others" – percusión en (7)

## Producción
- Chris: Productor
- Flipper: Productor

## Versiones
Melvins hace el un cover de "Way of the World" incluido en su álbum Singles 1-12.
Unto Ashes hace la canción "Way of the World" incluida en su álbum de 2005 Grave Blessings.
R.E.M. toca "Sex Bomb" en su sencillo de 1994 Fan Club Christmas.